# 대구광역시립중앙도서관
대구광역시립중앙도서관(大邱廣域市立中央圖書館)은 대구광역시 중구 공평로10길 25(동인동 2가)에 소재한 공공도서관이다. 국내외 문헌자료 및 디지털자료, 고서 등 다양한 자료를 소장하여 정보와 서비스를 제공하고 각종 문화행사와 평생교육 프로그램을 운영하고 있다.

## 연혁
| 년월일     | 연혁                                               |
| ---------- | -------------------------------------------------- |
| 1919.08.10 | 구 경상북도청(현 경상감영공원)내의 賴慶館에서 개관 |
| 1985.12.27 | 도서관청사 신축이전(중구 동인2가 42)               |
| 1995.01.01 | 대구광역시립중앙도서관으로 개칭                    |
| 2011.03.01 | 지역대표도서관 지정                                |

## 자료실 운영
- 문학·어린이도서를 제외한 일반도서를 소장하고 있는 종합자료실, 문학자료실, 어린이도서 및 육아도서를 소장한 어린이열람실, 고서 및 일본·참고도서를 소장한 낙육재(고문헌실), 신문·잡지·논문 등을 소장한 논문 정기간행물실, 시청각실, 디지털자료실, 미국·중국·일본도서를 소장한 국제정보센터, 장애우열람실, 토론실을 운영하고 있다.

## 시설 현황
- 건물 연면적: 10,148m2
- 좌석수: 1,911
  - 4층 - 제1열람실(공용), 제2열람실(여자전용),	제3열람실(남자전용), 제3강좌실, 제4강좌실, 제5강좌실, 제6강좌실, 도서관정책과, 토론실, 북카페1, 북카페2
  - 3층 - 디지털자료실, 인문자료실, 정기간행물, 서고1, 정기간행물, 서고2, 제2강좌실, 노인독서대
  - 2층 - 종합자료실, 낙육재(고문헌실), 정기간행물실, 제1서고, 제4서고, 창의실, 복사실
  - 1층 - 평생교육실, 어린이열람실, 북스타트룸, 영유아실, 국제정보센터, 장애인열람실, 전시실, 안내실
  - 지하 - 시청각실, 구내식당, 제2서고, 제3서고, 신문서고

## 사진 모음

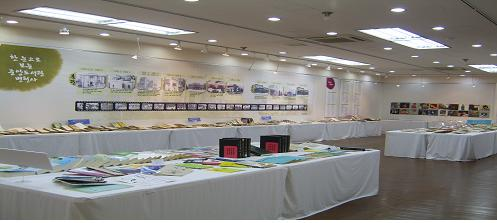
갤러리
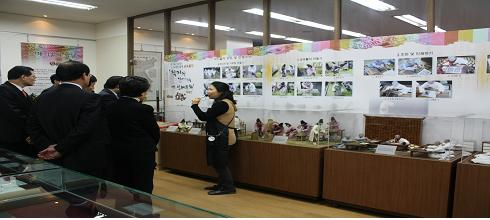
낙육재
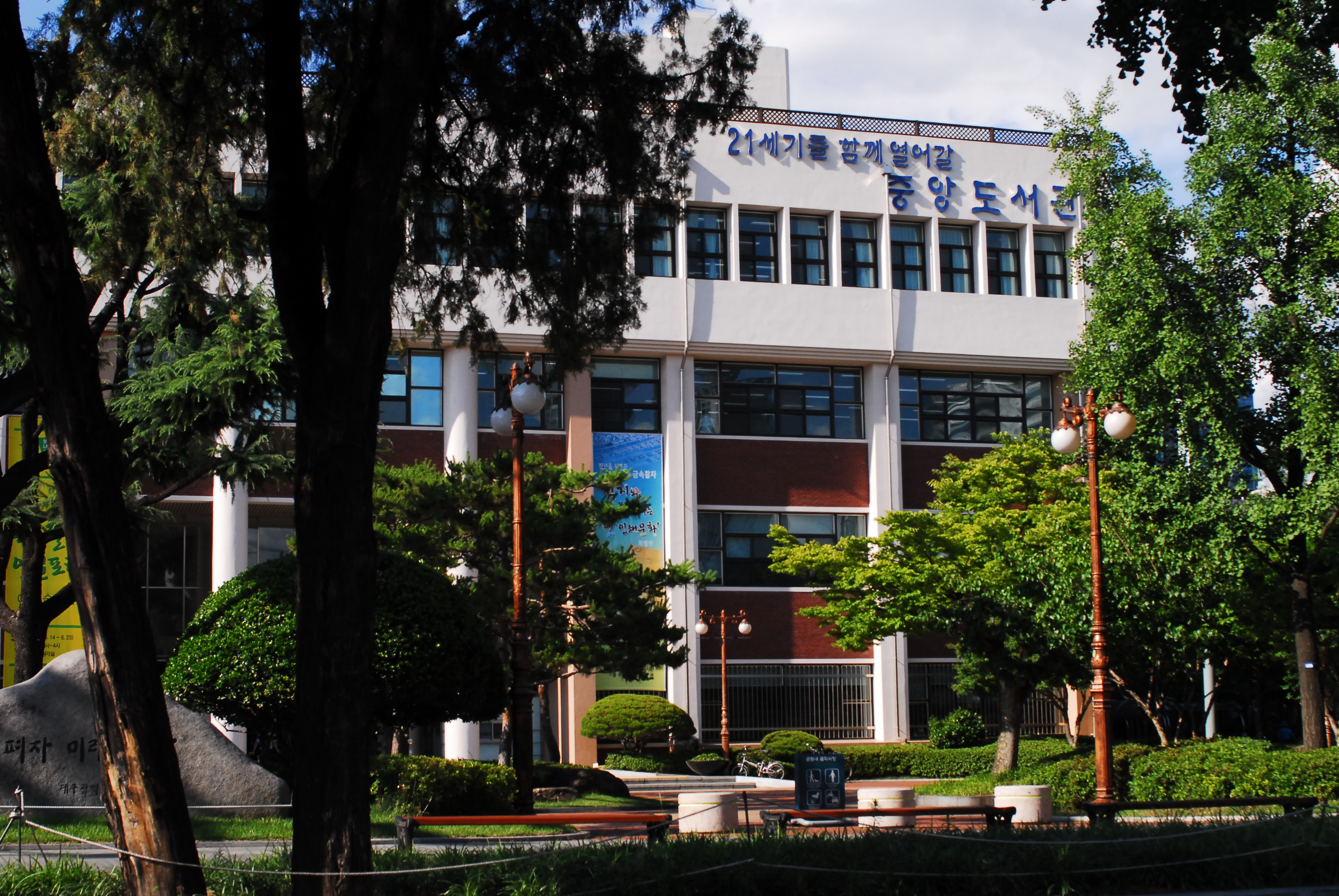
도서관 정문
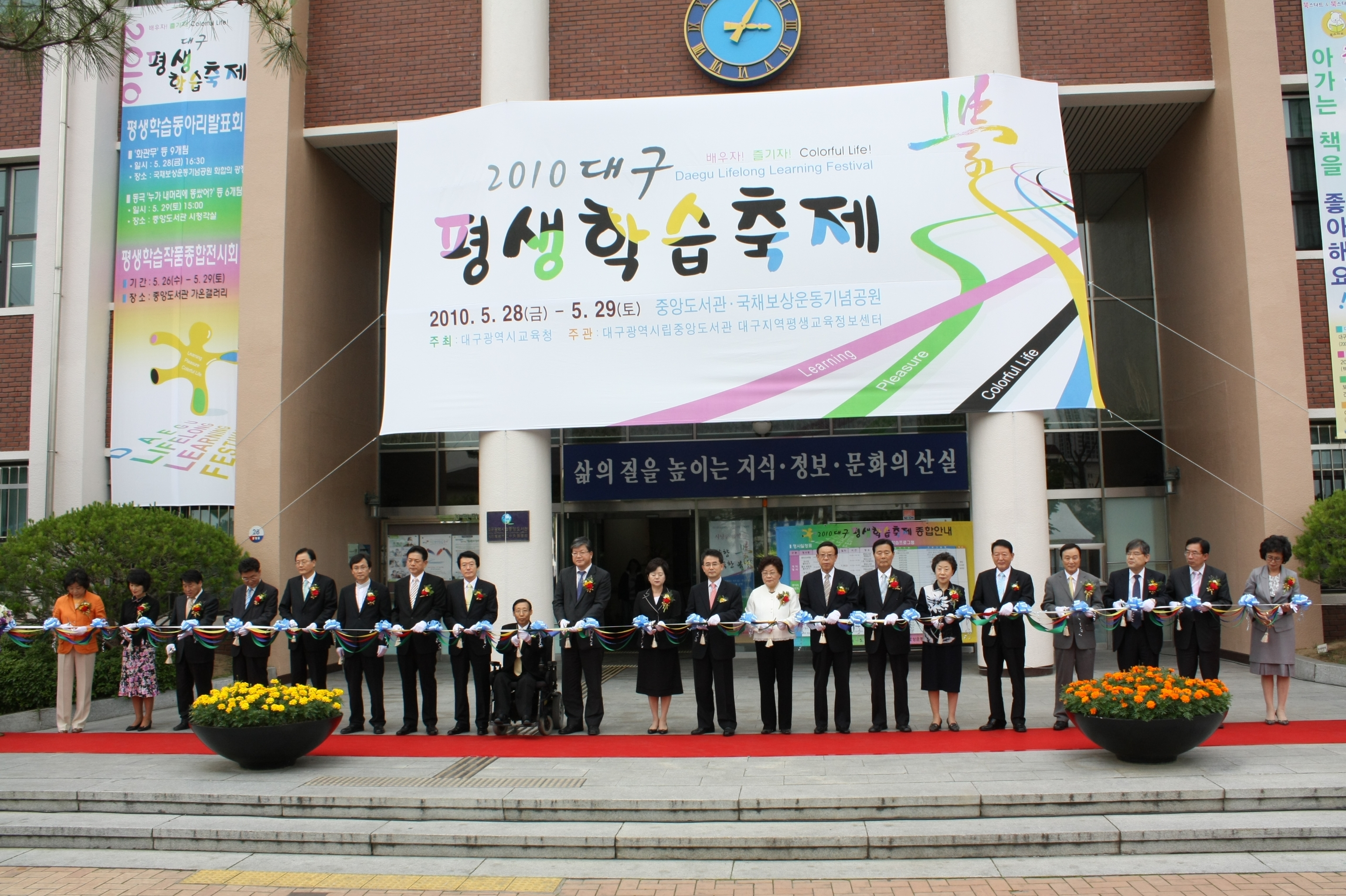
대구평생학습축제

## 참조
1. ↑  대구광역시립중앙도서관 연혁[깨진 링크(과거 내용 찾기)]